# Munich Re
Munich Re (egentligen Münchener Rückversicherungs-Gesellschaft Aktiengesellschaft in München) är en tysk återförsäkrings- och försäkringskoncern med huvudkontor i München.